# 汉堡民族学博物馆
汉堡民族学博物馆 (德語：Museum für Völkerkunde Hamburg)是一家位于德国汉堡的民族学博物馆。

## 历史
成立于1879年4月29日，如今是欧洲最大的民族学博物馆之一。藏品大约有35万件，每年有18万访客。1904年10月1日，格奥尔格·蒂勒纽斯接任馆长。他领导建造了一个独立的博物馆，建筑1908年至1912年。